# اوروچیمارو
اوروچیمارو (به ژاپنی: 大蛇丸, Orochimaru) یک شخصیت خیالی در مجموعه مانگا و انیمه ناروتو است که توسط ماساشی کیشیموتو خلق شده است. او یکی از شخصیت‌های اصلی منفی داستان است. اوروچیمارو با کد نینجای ۰۰۲۳۰۰ یکی از شاگردان ساروتوبی هیروزن یا هوکاگهٔ سوم در تیم سه نفره او که شامل خودش، جیرایا و سوناده بود که بعدها به سانین‌های افسانه‌ای شهرت یافتند. در زمان دومین جنگ جهانی شینوبی‌ها، اوروچیمارو و اعضای تیمش با یک نینجای افسانه‌ای به نام هانزو (رهبر دهکده آمِگاکوره)، مبارزه کردند که او برای پاداش زنده ماندن در این جنگ به آن‌ها لقب سه سانین افسانه‌ای کونوها را داد.
او حتی در دوران نوجوانی‌اش بسیار زیرک و دارای استعداد فوق‌العاده‌ای بود. او بعد از مرگ والدینش رفتار سادیسم‌واری از خود نشان داد که موجب به دنبال رفتن و یادگیری کینجوتسو (تکنیک‌های ممنوع) و در نهایت یادگیری تمام تکنیک‌ها شد. او در نابود کردن دهکده کونوها عاجز ماند و هوکاگهٔ سوم با اجرای مهر خدای مرگ (Shiki Fuujin) توانست کینجوتسوی اوروچیمارو را از بین ببرد و دستان اوروچیمارو را طلسم کند که دیگر نتواند از آن‌ها برای اجرای فنون استفاده کند.

## تاریخچه

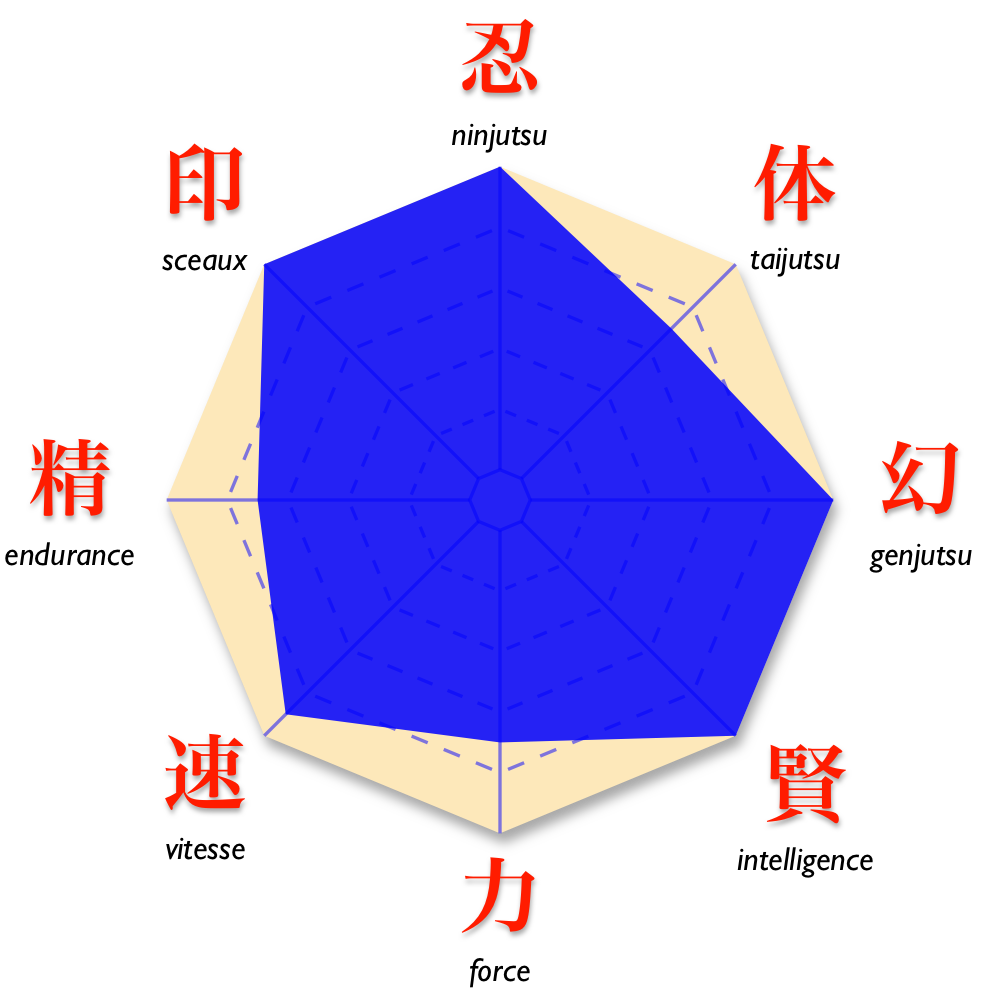
نمودار توانایی‌های اوروچیمارو در انواع جوتسو

اوروچیمارو یکی از شاگردان ساروتوبی هیروزن در تیم سه نفره او بود. سال‌ها بعد از اینکه تیم هیروزن از هم پاشید، او یک آنبو و یکی از اعضای روت و مستقیماً زیر نظر دانزو شیمورا کار می‌کرد. مرگ والدینش ضربهٔ بزرگی به او وارد آورد و سبب شد رفتار سادیسم‌واری از خود نشان دهد. مدتی بعد از دست دادن والدینش، نزدیک قبر آن‌ها یک مار سفید پیدا کرد و هیروزن به او گفت مار سفید نمایانگر بخت خوب و تجدید حیات است، او از این حرف الهام گرفت و شروع به یادگیری کینجوتسو و در نهایت تمام تکنیک‌ها کرد. به گفته جیرایا او برای به فراموش کردن خاطرات دردناکش این راه را درپیش گرفت. هیروزن نیز بسیار به اوروچیمارو امید داشت که روزی بتواند او را سربلند کند. سرانجام اوروچیمارو مربی آنکو میتاراشی شد و به او نینجوتسو می‌آموخت و از او به همراه نه نفر دیگر برای طلسم نفرین شده بهشت استفاده کرد.
اگرچه جاه طلبی‌های اوروچیمارو شامل هوکاگه چهارم شدن نمی‌شد، چشمان او به دنبال هدفهایی بزرگتر از آن چیزی بود که استادش بر آن‌ها تأکید داشت و هیروزن که این را موضوع را می‌دانست به او می‌گفت: قدرت واقعی یک شینوبی هنگامی که از چیز مهمی مراقبت کند آشکار می‌شود و نقش هوکاگه دوست داشتن و محافظت از مردم روستایش همانند خانواده خود است. اما برای اوروچیمارو هوکاگه چیزی جز ابزاری برای رسیدن به هدفی که به دنبال داشت نبود و آن چیزی نبود جز قدرت. هیروزن امیدوار بود بتواند شاگردش را از راه نادرستی که می‌رود بازدارد، اما با گذشت زمان اوروچیمارو بدتر و بدتر می‌شد. وقتی زمان بازنشستگی هیروزن فرا رسید او میناتو نامیکازه، شاگرد جیرایا را به جای اوروچیمارو به عنوان هوکاگه چهارم انتخاب کرد.
برای سال‌ها او نینجاهای روستای کونوها را می‌دزدید و بر روی آن‌ها آزمایش‌هایی برای ساختن تکنیکی که او را جاویدان سازد استفاده می‌کرد (چون او متوجه شده بود طول عمر یک انسان برای یادگیری تمام تکنیک‌های دنیا کافی نیست و به زمان بسیار بیشتری نیاز است) در آخر وقتی تمامی ناپدیدشدن‌ها به اوروچیمارو ختم می‌شد، هیروزن می‌دانست که این وظیفهٔ اوست تا اوروچیمارو را بکشد. اما در انتها نتوانست خود را متقاعد کند که شاگرد ممتاز خود که امید بسیاری نیز به او داشت را، بکشد.
قبل از فرار اوروچیمارو، او شصت بچه را دزدید و از دی‌ان‌ای هوکاگه اول (هاشیراما سنجو) به امید خلق دوباره تکنیک چوب، به آن‌ها تزریق کرد. او قبل از اینکه بتواند کارش را به اتمام برساند مجبور شد کونوها را ترک کند اما او فکر می‌کرد تمام تست‌ها از بین رفته‌اند. یاماتو تنها بازمانده از این آزمایش‌ها بود و می‌توانست از عنصر چوب استفاده کند. اوروچیمارو همین آزمایش را بر روی دانزو نیز انجام داد و به او عنصر چوب و قابلیت استفاده از چندین شارینگان را بخشید. در همین زمان بود که اوروچیمارو روستا را ترک کرده و به سازمانی جنایتکار به نام آکاتسوکی پیوست، اگرچه هدف او برای پیوستن به این سازمان نامعلوم بود. در سازمان او با شخصی به نام ساسوری هم گروه شد که با تلاش همدیگر توانستند کارهای زیادی برای آکاتسوکی انجام دهند. اما با پیوستن شخصی به نام ایتاچی اوچیها بعد از کشتار تمام خاندان اوچیها به آکاتسوکی، اوروچیمارو از این فرصت برای تسخیر بدن ایتاچی و چشمان شارینگان او استفاده کرد. اما ایتاچی از نقشه او باخبر شده و به وسیله شارینگان خود با او به مبارزه پرداخت در این حین او دست چپ اوروچیمارو را نیز برای جلوگیری از شکستن طلسم توهم چشم شارینگانش قطع نمود، که همین مسئله باعث شد اوروچیمارو سازمان را ترک کند و به دنبال تسخیر یک بدن جدید بگردد.